# Suspensão multi-link

## Apresentação da suspensão multi-link
Uma suspensão multi-link é um tipo de projeto de suspensão de veículo, normalmente usado em suspensões independentes, usando pelo menos três ou mais braços laterais e um ou mais braços longitudinais. Esses braços não precisam ter o mesmo comprimento e podem estar fixados em diferentes pontos..
A suspensão multi-link (ou multilink) foi introduzida pela primeira vez no final dos anos 1960 no Mercedes-Benz C111 e, posteriormente, nas séries W201 e W124.
Normalmente, cada braço possui uma junta esférica ou bucha de borracha em cada extremidade. Consequentemente, eles reagem a cargas ao longo de seu próprio comprimento, em tensão e compressão, mas não em flexão. Alguns links múltiplos usam um braço à direita, um braço de controle ou um braço wishbone, que possui duas buchas em uma extremidade.
Em uma suspensão dianteira, um dos braços laterais é substituído pelo tirante que conecta a caixa de direção ao cubo da roda.
Inicialmente o sistema de múltiplos braços foi desenvolvido como um tipo de suspensão independente, sem um eixo de comunicação fixo entre as rodas, e posteriormente o sistema multi-link foi ampliado para a suspensão de eixo rígido, sendo a mais comum a versão 5-link de cinco braços de fixação.
O sistema multi-link permite um melhor alinhamento das rodas ao piso e menor perda de contato, melhorando a estabilidade do veículo e o seu conforto.

Sistema multi-link independente

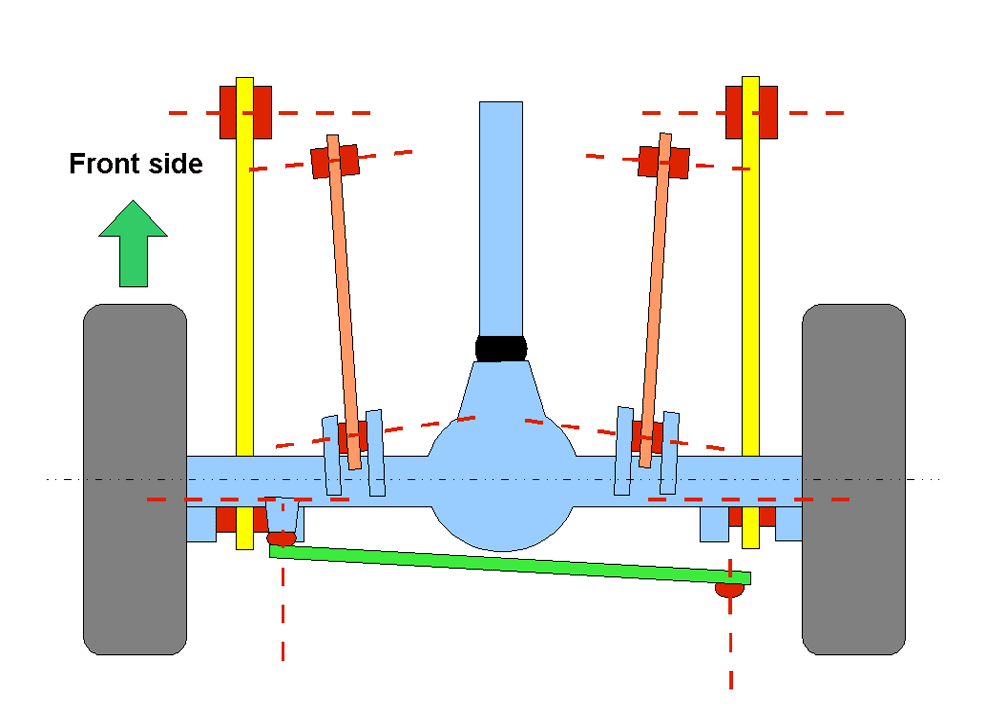
Sistema multi-link com eixo rígido

## Vantagens do sistema multi-link
A suspensão multi-link permite ao projetista de automóveis incorporar uma boa condução com grande conforto no mesmo veículo.
Na sua forma mais simples, a suspensão multi-link é ortogonal - ou seja, é possível alterar um parâmetro na suspensão por vez sem afetar mais nada.
Isso contrasta diretamente com uma suspensão de braço duplo, na qual mover um ponto de fixação ou alterar uma conformidade da bucha afetará dois ou mais parâmetros.
As vantagens também se estendem à condução fora de estrada. Uma suspensão multi-link permite que o veículo flexione mais, isso significa que a suspensão será capaz de mover-se com mais facilidade para se adaptar aos diferentes ângulos da condução fora de estrada (off-road).
Veículos equipados com vários braços são ideais para outros esportes como corridas na areia (deserto). Nestas condições faz-se necessário o uso de uma boa barra de oscilação para combater a torção do conjunto estrutural.
O benefício do arranjo triangulado e duplo-triangulado é que eles não precisam de uma barra panhard. As vantagens disso são o aumento da articulação e a facilidade potencial de instalação.
O sistema multi-link de eixo rígido é outra variação do mesmo conceito, e oferece algumas vantagens sobre o multi-link independente, pois é significativamente mais barato e menos complexo de construir, oferecendo boa resistência mecânica e excelente confiabilidade com benefícios muito similares.

## Desvantagens
Como desvantagens, a suspensão multi-link é cara e complexa. Também é difícil ajustar a geometria sem uma análise de projeto 3D completa auxiliada por computador. A conformidade sob carga pode ter um efeito importante e deve ser verificada usando um software de simulação.